# Kate Chopin
Kate Chopin (ur. jako Katherine O'Flaherty 8 lutego 1850 w Saint Louis, zm. 22 sierpnia 1904 tamże) – amerykańska pisarka i feministka.
Feministka pierwszej fali. Pochodzenie miała głównie kreolskie z Luizjany, i to właśnie Luizjana najczęściej stanowi miejsce akcji w jej utworach.
Jej ojciec był odnoszącym sukcesy biznesmenem, imigrantem z Irlandii, zginął jednak, gdy miała 4 lata w wyniku zawalenia się mostu pod pociągiem.
Czytała dużo książek, ukończyła szkołę średnią w 1868, potem w 1870 wyszła za mąż za Oscara Chopina. Zamieszkali w Nowym Orleanie, urodziła szóstkę dzieci, zaczęła kwestionować autorytet Kościoła rzymskokatolickiego.
Po śmierci męża w 1882 wróciła do St. Louis. Pisać zaczęła, by poradzić sobie z załamaniem nerwowym. Była dość szeroko drukowana, jednak zarabiała na inwestycjach, nie na pisaniu. Najbardziej znana jest jej powieść Przebudzenie, o niezadowolonej z małżeństwa żonie, krytykowana wówczas z przyczyn moralnych.

## Twórczość

### Zbiory opowiadań
- Bayou Folk (1894)
- A Night in Acadie (1897)

### Powieści
- At Fault (1890)
- The Awakening (1899; Przebudzenie, polski przekład 1980)